# Fusillade de Fort Hood
La fusillade de Fort Hood, perpétrée le 5 novembre 2009 par le Major Nidal Malik Hasan, Américain d'origine palestinienne, psychiatre dans l'armée de terre des États-Unis, a fait treize morts et trente-trois blessés dans cette base militaire du Texas. Le Sénat des États-Unis décrit la fusillade de Fort Hood comme la pire attaque terroriste sur le sol américain depuis le 11 septembre 2001.

## Faits

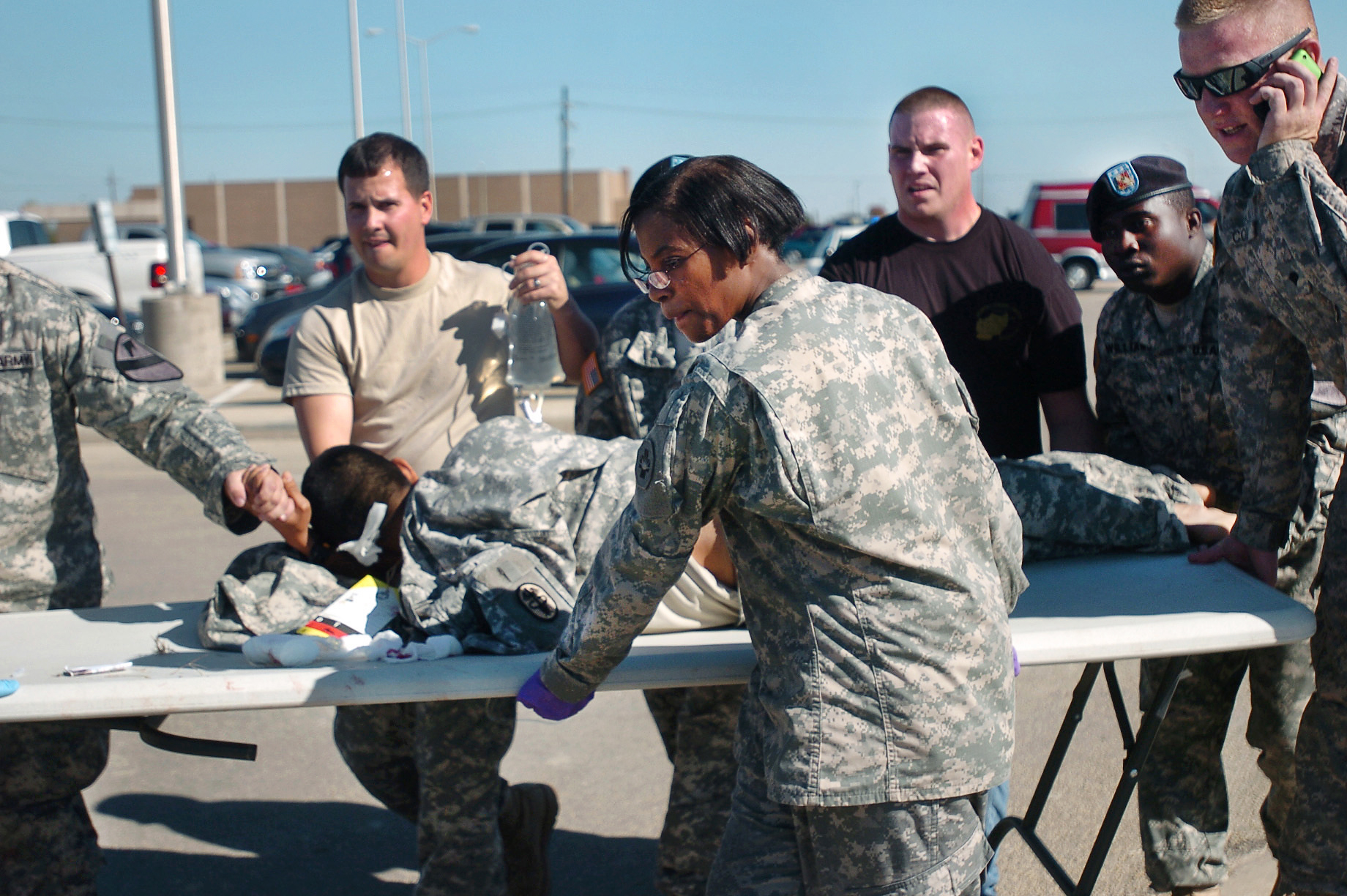
Transport sur une civière d'un des blessés.

Le 5 novembre 2009, à 13 h 34, Hasan s'introduit dans le Soldier Readiness Processing Center de la base de Fort Hood où a lieu une cérémonie de remise de diplômes. Armé d'un pistolet semi-automatique Five-seveN, il ouvre le feu, faisant quarante-trois victimes en treize minutes. Treize morts — dont une femme enceinte — sont à déplorer (douze militaires et un civil travaillant pour l'armée), ainsi que trente-trois blessés.
Le massacre ne prend fin que lorsqu'une officier de police du SWAT, arrivée sur place, neutralise le tireur dans un échange de tirs où elle est elle-même blessée. Hospitalisé dans un état grave, Hasan survit mais reste paralysé à vie.

## Tireur

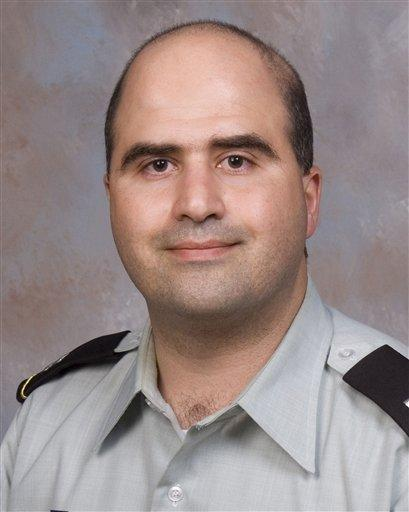
Malik Nidal Hasan en 2007.

Nidal Malik Hasan était un citoyen américain d'origine palestinienne, psychiatre dans l'armée de terre des États-Unis.

### Jeunesse et éducation
Il se disait d'origine palestinienne par sa mère. Après avoir vécu dans une petite ville palestinienne à proximité de Jérusalem, ses parents ont émigré aux États-Unis. Lui-même est né le 6 septembre 1970 et a grandi en Virginie. Immédiatement après le lycée il est entré dans l'armée qui, en échange, a payé pour lui des études à l'université puis à l'école de médecine. En 1997, il obtint un "baccalauréat" (titre universitaire anglo-saxon, équivaut à une licence) en biochimie du Virginia Polytechnic Institute and State University, où il était membre de l'Army Reserve Officers' Training Corps. En 2003, il reçut un doctorat en médecine de l'Uniformed Services University of the Health Sciences ; contrairement à l'Europe, ce doctorat décerné en Amérique du Nord correspond à un diplôme de 1re cycle. Il termina ses études comme psychiatre. D'avril 2008 à janvier 2009, il fait partie d'un groupe de travail de l’institut pour la politique de sécurité intérieure (Homeland Security Policy Institute). En 2009, il est élevé au grade de Major en mai et il a suivi une spécialisation en psychiatrie des catastrophes et en psychiatrie préventive au centre des stress post-traumatiques. Auparavant affecté au Walter Reed Army Medical Center de Washington, D.C., il a été transféré à Fort Hood, en juillet 2009.

### Raisons possibles de son geste
De nombreuses raisons ont été avancées pour expliquer le geste de Malik Nadal Hasan. Lorsqu'il était interne au Walter Reed Army Medical Center, ses supérieurs et professeurs s’étaient interrogés sur sa santé mentale et certains le décrivaient comme « distant », « paranoïaque », « agressif » ou « schizoïde ».
Selon le Washington Post, il avait fait au cours de sa dernière année de résidence au Walter Reed Army Medical Center un exposé intitulé La façon coranique de considérer le monde dans la mesure où elle concerne les musulmans dans l'armée américaine. Cet exposé, qui n'a pas été bien reçu par certains des auditeurs, recommandait que le département de la Défense permît aux soldats musulmans d'être libérés comme « objecteurs de conscience » afin de relever le moral des troupes et de réduire les événements indésirables. Opposé à la poursuite des guerres d'Irak et d'Afghanistan, il venait d'apprendre son prochain départ, a priori dans ce dernier pays.  Selon son cousin, il était victime de propos racistes de la part de ses collègues et avait engagé un avocat dans le but de quitter l'armée. Selon des témoins, il aurait crié « Allah akbar » avant de faire feu. En l'état actuel de l'enquête, les liens entre Malik Nadal Hasan et Anwar al-Awlaqi, un imam présenté comme un fervent soutien d'Al-Qaida, sont étudiés, même si la piste d'un acte solitaire semble privilégiée.

### Croyances
Selon un de ses cousins, Hassan était un musulman pratiquant et il était devenu plus pieux après la mort de ses parents en 1998 et 2000, mais ce cousin ne se souvenait pas qu'il eût jamais exprimé des vues radicales ou anti-américaines. Sa famille aussi assure qu'il était quelqu'un de tranquille, et un « bon Américain ». Un autre cousin a déclaré que Hasan était devenu hostile aux guerres après avoir entendu des récits de ceux qui étaient revenus d'Afghanistan et d'Irak. Sa tante toutefois a assuré que la famille ne savait pas qu'il devait être envoyé en Afghanistan  : « Il ne nous a pas dit qu'il allait y être déployé ». En 2001, Hasan a fréquenté la mosquée Dar al-Hijrah à Falls Church, en Virginie. Au cours de la même période, on croit  que fréquentaient la même mosquée Nawaf al-Hazmi et Hani Hanjour (deux des terroristes du 11 septembre), et Ahmed Omar Abu Ali (reconnu coupable d'avoir fourni un soutien matériel à Al-Qaïda et d'avoir comploté pour tenter d'assassiner le président George W. Bush), mais il n'y a aucune preuve que Hasan les ait rencontrés ni se soit entendu avec eux. Anwar Al-Awlaki, qui vit maintenant au Yémen était l'imam à cette époque, or il a été un guide spirituel des pirates de l'air, et on a signalé que Hasan avait un profond respect pour ses enseignements. Il a envoyé à Awlaqi une douzaine de courriels,  concernant semble-t-il certaines recherches qu'il faisait, mais un spécialiste du contre-terrorisme a jugé que ces courriels étaient anodins.
Peu après l'attaque, un post sur le site Internet de Anwar al-Awlaki a félicité Hasan pour la fusillade, et encouragé d'autres musulmans servant dans l'armée à «suivre les traces d'hommes comme Nidal. » Los Angeles Times a rapporté qu'il n'avait pas été possible de confirmer tout de suite que ce post avait pour auteur Awlaki. Faizul Khan, l'ancien imam de la mosquée de Silver Spring, Maryland, où Hasan priait plusieurs fois par semaine l'a décrit comme « un gars réservé, avec un caractère agréable. Nous discutions de questions religieuses. C'était un musulman assez pieux.» Hasan avait souvent exprimé son désir de se marier, et Khan a déclaré: « J'avais l'impression qu'il était un bon soldat ». Au cours d'un stage en psychiatrie à l'USUHS, le Dr. Val Finnell, lieutenant-colonel de l'Air Force, qui avait étudié avec lui à la Faculté de médecine, a précisé que, tandis que les projets des autres étudiants portaient sur des thèmes comme la contamination de l'eau, le projet de Hasan portait sur la question de savoir « si la guerre contre le terrorisme est une guerre contre l'islam ». « Il a dit, rapporte le colonel à la retraite Lee Terry, que peut-être les musulmans devraient se révolter et lutter contre l'agresseur ». Au début, nous pensions qu'il voulait dire « aider les forces armées », mais apparemment ce n'était pas le cas. À d'autres occasions, il faisait des commentaires selon lesquels nous ne devrions pas être dans cette guerre au premier rang. La carte de visite de Hasan le présente comme un psychiatre spécialisé dans la santé du comportement, la santé mentale et les compétences de vie, et elle contient l'acronyme SoA (SWT).  Selon les enquêteurs, cet acronyme « SOA » ferait allusion aux termes « Soldat d'Allah » ou « Serviteur d'Allah » et SWT serait pour « subhanahu wa ta'ala », une expression arabe que l'on prononce après avoir dit : « Allah ». Mais son grade militaire n'était pas mentionné.
Le Washington Post du 10 novembre publie la présentation que Nidal Malik Hasan avait faite devant des soldats musulmans. Évidemment ce texte était fait pour être accompagné de commentaires oraux non-inclus :
- Dieu attend de nous une loyauté totale. Il promet le ciel et menace de l'enfer.
- Les musulmans peuvent apparaître comme des modérés (c'est-à-dire prêts à des compromis), mais Dieu n'est pas modéré.
- « J'aime le Coran et j'aime être musulman, mais je ne veux pas vivre en conformité avec la loi islamique »[14].
- Lutter pour établir un État islamique, même par la force, dans l'intention de plaire à Dieu, est admis par l'Islam.
- Les soldats musulmans ne devraient pas accepter une mission quelle qu'elle soit qui les exposerait au risque de blesser ou de tuer injustement des croyants[15].

## Conséquences
Malik Nadal Hasan a été inculpé pour treize meurtres avec préméditation et est jugé par une cour martiale du fait de son statut de militaire. Le 28 août 2013, il est condamné à mort.
Barack Obama a d'abord appelé à ne pas tirer de conclusions hâtives et se montre réticent à l'ouverture d'enquêtes parlementaires réclamées par les républicains. Alors que la population des États-Unis s'oppose de plus en plus à la poursuite des guerres en Afghanistan et en Irak, le président américain craint que l'impact de la fusillade soit rude pour le moral de ses soldats. La politique de recrutement de l'armée américaine, qui a offert ces dernières années des primes aux engagés parlant les langues utilisées en Irak et en Afghanistan, ainsi qu'un accès accéléré à la citoyenneté américaine pour ceux ne la possédant pas encore, est également mise en cause. Ainsi, plus de 20 000 musulmans serviraient aujourd'hui sous les drapeaux américains. La fusillade de Fort Hood a réveillé la crainte de l'ennemi intérieur.